# ダニエル・エルナンデス・モリーリョ
ダニエル・エルナンデス・モリーリョ（Daniel Hernández Morillo、1856年8月1日 - 1932年10月23日）はペルーの画家である。1919年にリマに設立されたペルーの国立美術学校(Escuela Nacional de Bellas Artes)の初代校長を務めた。

## 略歴
ワンカベリカ県のサルカバンバに生まれた。父親はスペイン人で母親はペルー人であった。4歳で家族とリマに移り、15歳からイタリア出身の肖像画家、写真家のレオナルド・バルビエリ(Leonardo Barbieri:1818-1896)に学んだ。バルビエリはゴールドラッシュ時のカリフォルニアで肖像画家、写真家として働いた人物である。バルビエリがリマを去った後、モリーリョはバルビエリの美術教室を引き継いだ。
1872年に描いた『ソクラテスの死』という作品が認められ、マヌエル・プラードが共和国大統領を務めていた政府から奨学金を得て、ヨーロッパに留学することになった。1874年にペルーを出発した。
パリに到着した後、1850年からヨーロッパで暮らすペルー人画家、イグナチオ・メリーノ(Ignacio Merino Muñoz:1817-1876)に会い、ローマで学ぶことを勧められそれに従った。ローマには9年間滞在し、スペイン出身の画家、マリアノ・フォルトゥーニ(Mariano Fortuny、スペイン名:Marià Fortuny:1838–1874) らに学んだ。1883年にパリに戻り、パリに住むスペイン語圏の芸術家のグループ、"Sociedad de Pintores Españoles"の会長に選ばれた。フランス芸術家協会の会員になり、芸術家協会展（サロン・ド・パリ）に出展した。
1912年から南米やローマを旅してで展覧会を開き、1918年にパリに戻った。弟がペルーの聖職者として指導的な地位になっていた影響もあって、ホセ・パルド・イ・バレーダ大統領はモリーリョを帰国させ、1919年に開校した国立美術学校の初代校長に任命した。モリーリョはこの仕事を没するまで続けた。

## 作品

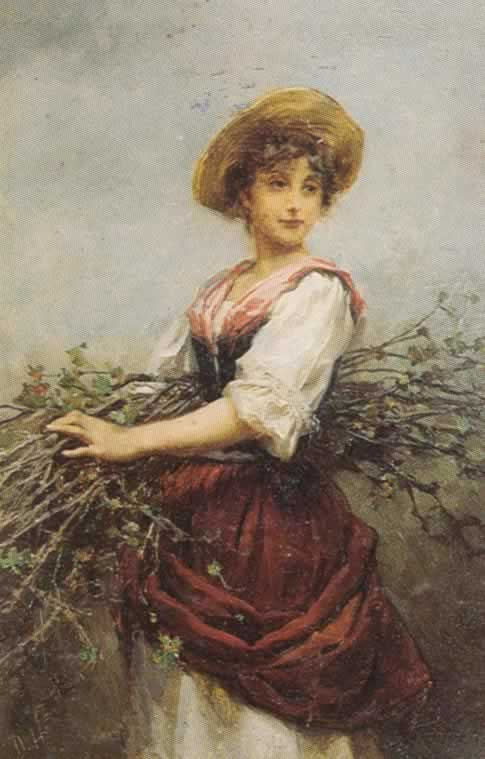
「薪を持つ女」
フランシスコ・ピサロ-探検家
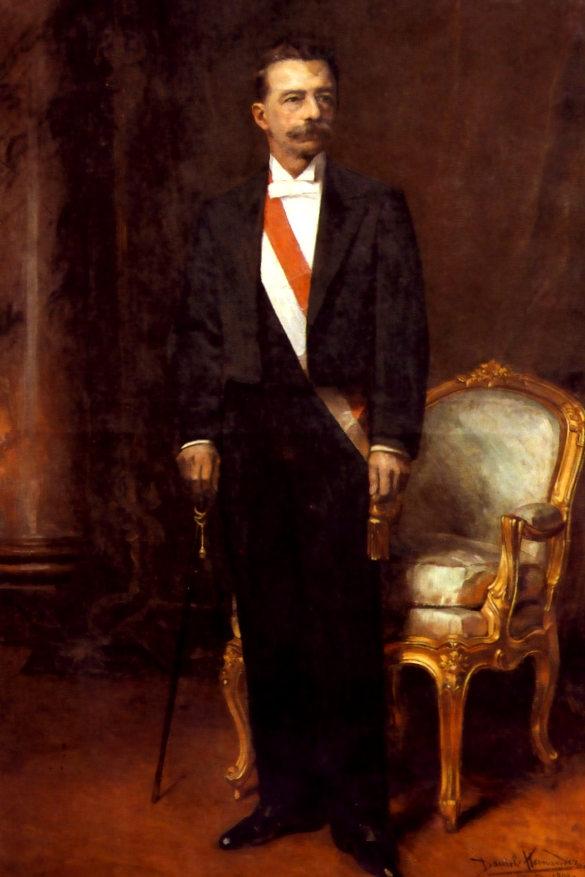
エドゥアルド・ロペス・デ・ロマーニャ-大統領
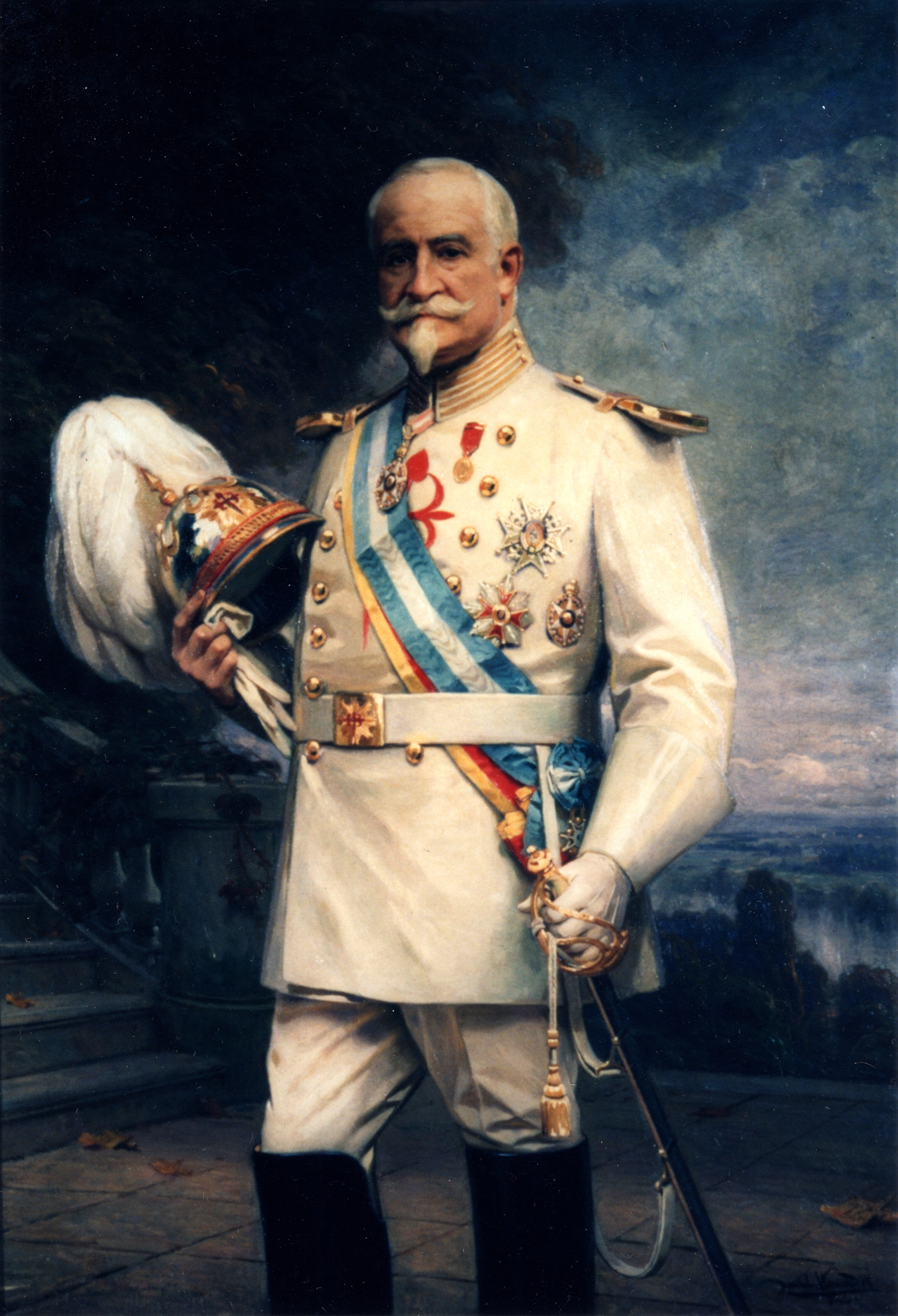
Juan Mariano de Goyeneche

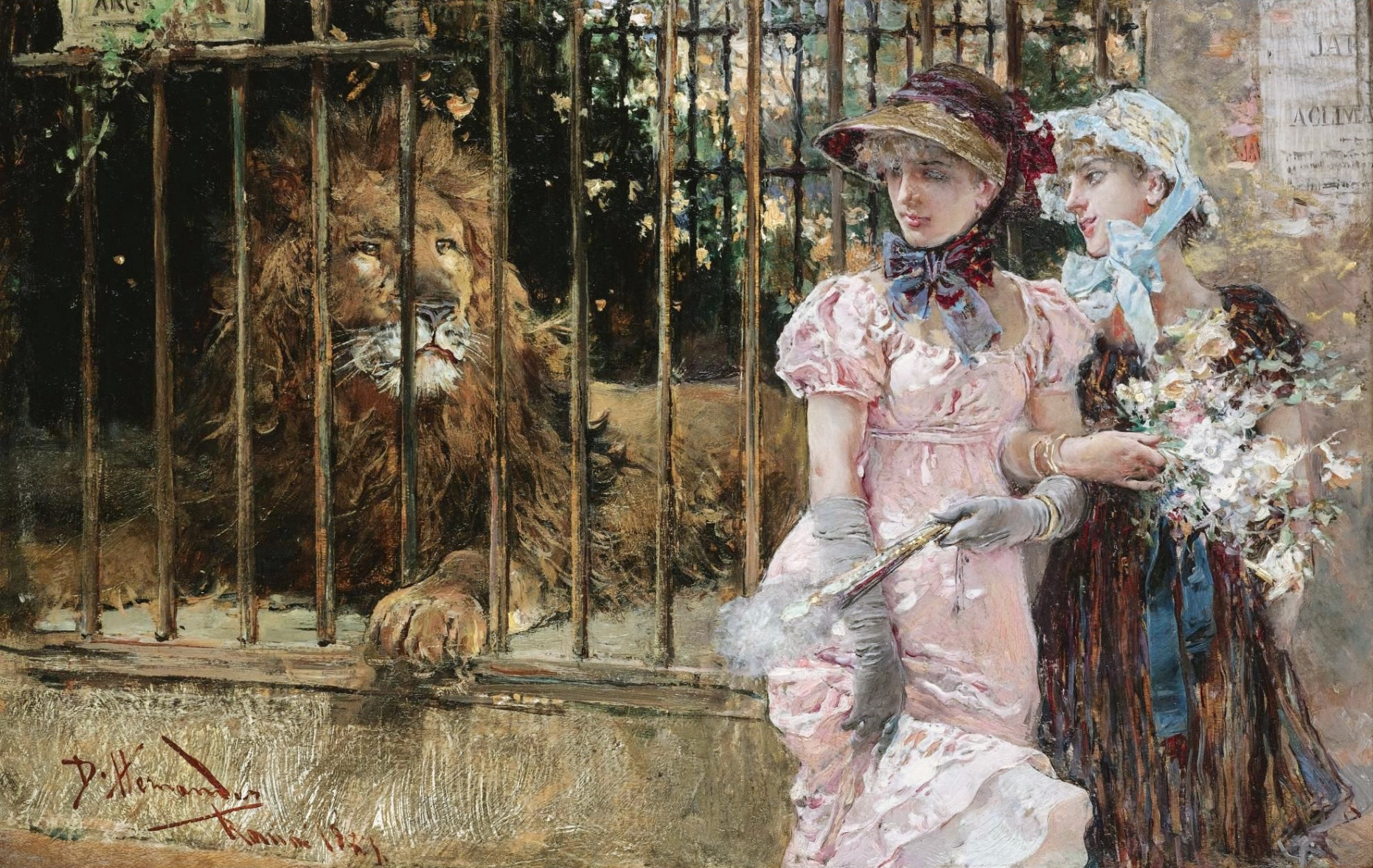
動物園の女性